# Gustavo Cabañas
Gustavo Cabañas († 9. Juni 2009 in oder bei Zacatepec de Hidalgo, Morelos), auch bekannt unter dem Spitznamen Güero, war ein mexikanischer Fußballtrainer und -spieler, der im Angriff agierte. 

## Leben
„Güero“ Cabañas gehörte zum Kader der ersten Meistermannschaft des CD Zacatepec und gewann mit den Cañeros zwei Jahre später auch die Copa México. 
In den späten 1970er und frühen 1980er Jahren trainierte er seinen Exverein und führte die Cañeros in der Saison 1977/78 zum Gewinn der Zweitligameisterschaft und somit zum direkten Wiederaufstieg in die Primera División. Zeitweise im Verbund mit dem legendären Horacio Casarín trainierte er die Cañeros noch bis kurz vor Ende der Saison 1980/81 und wurde Anfang Mai 1981 nach fünf Niederlagen in Serie durch seinen ehemaligen Mannschaftskameraden Carlos Turcato ersetzt: Kurz zuvor war er noch zum besten Trainer der mexikanischen Liga gekürt worden.
Auch später blieb Cabañas seinem Verein verbunden und wurde im August 2005 noch einmal zum Cheftrainer ernannt.
Am 9. Juni 2009 verunglückte „Güero“ Cabañas mit seinem Motorrad tödlich.

## Erfolge

### Als Spieler
- Mexikanischer Meister: 1954/55
- Mexikanischer Pokalsieger: 1957

### Als Trainer
- Mexikanischer Zweitligameister: 1977/78